# George McLeod
George Lee McLeod (Greenville, 3 gennaio 1931 – 15 gennaio 2023) è stato un cestista statunitense, professionista nella NBA.

## Carriera
Venne selezionato dai Milwaukee Hawks nel Draft NBA 1952.